# Anastasios Karamanos
Anastasios Karamanos (in greco Αναστάσιος Καραμάνος?; Aspropyrgos, 21 settembre 1990) è un calciatore greco, attaccante svincolato.

## Caratteristiche tecniche
È un centravanti.